# Jed Steer
Jed John Steer (22 de setembre de 1992) és un futbolista professional anglès que juga com a porter pel Peterborough United.